# Ecuador az 1972. évi nyári olimpiai játékokon
Ecuador az NSZK-beli Münchenben megrendezett 1972. évi nyári olimpiai játékok egyik részt vevő nemzete volt. Az országot az olimpián 2 sportágban 2 sportoló képviselte, akik érmet nem szereztek.

## Ökölvívás
| Versenyző   | Versenyszám | Selejtező                     | 32-es főtábla     | Nyolcaddöntő      | Negyeddöntő       | Elődöntő          | Döntő             | Helyezés |
| Versenyző   | Versenyszám | Ellenfél Eredmény             | Ellenfél Eredmény | Ellenfél Eredmény | Ellenfél Eredmény | Ellenfél Eredmény | Ellenfél Eredmény | Helyezés |
| ----------- | ----------- | ----------------------------- | ----------------- | ----------------- | ----------------- | ----------------- | ----------------- | -------- |
| Jorge Mejía | Légsúly     | Douglas Rodríguez (CUB) · 0-5 | kiesett           | kiesett           | kiesett           | kiesett           | kiesett           | 32.      |

## Úszás
Férfi
| Versenyző     | Versenyszám    | Előfutam | Előfutam | Előfutam | Döntő   | Döntő    |
| Versenyző     | Versenyszám    | Idő      | Hely.    | Össz.    | Idő     | Helyezés |
| ------------- | -------------- | -------- | -------- | -------- | ------- | -------- |
| Jorge Delgado | 400 m gyors    | 4:12,29  | 4.       | 18.      | kiesett | kiesett  |
| Jorge Delgado | 200 m pillangó | 2:05,61  | 2.       | 7.       | 2:04,60 | 4.       |
| Jorge Delgado | 400 m vegyes   | 4:45,25  | 4.       | 12.      | kiesett | kiesett  |